# Бараково (Белозерский район)
Бараково — деревня в Белозерском районе Вологодской области.
Входит в состав Панинского сельского поселения, с точки зрения административно-территориального деления — в Панинский сельсовет.
Расстояние по автодороге до районного центра Белозерска составляет 82 км, до центра муниципального образования деревни Панинская — 15 км. Ближайшие населённые пункты — Карпово, Мыстино, Урицкое.
Население по данным переписи 2002 года — 6 человек.